# كرة السلة في دورة الألعاب الآسيوية 1990
كرة السلة في دورة الألعاب الآسيوية 1990 كانت أحد رياضات دورة الألعاب الآسيوية 1990 التي أقيمت في بكين في الصين بين 23 سبتمبر و 6 أكتوبر 1990، فازت الصين بلقبها الخامس في بطولة الرجال وفازت كوريا بلقبها الثاني في بطولة السيدات ، في المواجهة الرابعة بين الصين وكوريا.

## حائزو الميداليات
| الحدث   | الذهبية | الفضية | البرونزية |
| ------- | --- | --- | --- |
| الرجال  | الصين · Gong Luming · Gong Xiaobin · Li Chunjiang · ما جيان · Shan Tao · Song Ligang · Sun Fengwu · Wang Fei · Wang Zhidan · Zhang Bin · Zhang Degui · Zhang Yongjun                                       | الفلبين · ألان كايديك · هيكتور كالما · ري كوينكو · Yves Dignadice · رامون فيرنانديز · Dante Gonzalgo · سامبوي ليم · شيتو لويزاجا · روني ماجسانوك · ألفين باتريمونيو · بنجي باراس · زلدي ريالوبيت | كوريا الجنوبية · Choi Byung-shik · Hur Jae · Jung Jae-kun · Kang Dong-hee · Kim Hyun-jun · Kim Jin · Kim Yoo-taek · Lee Chung-hee · Lee Min-hyung · Lee Won-woo · Pyo Pil-sang · Seo Dae-seong |
| السيدات | كوريا الجنوبية · Cho Mun-ju · Choi Kyung-hee · Chun Eun-sook · Chung Eun-soon · Ha Sook-rye · Jeong Mi-kyeong · Lee Hyung-sook · Lee Kang-hee · Lim Ae-kyeong · Seo Kyung-hwa · Sung Jung-a · Yoo Jeong-ae | الصين · Hu Yun · Li Xin · Ling Guang · Liu Qing · Peng Ping · Wang Fang · Xu Chunmei · Xu Shuling · Xue Cuilan · Zhao Li · Zheng Haixia · Zheng Wei                                              | تايبيه الصينية · Chang Li-ching · Chang Yi-te · Chen I-lan · Chen Shu-chen · Chi Ching-lu · Chi Lin · شين وي تشوان · Chin Su-li · Ho Yung-wen · Lee Pi-hsia · Teng Pi-chen · Wu Hsiu-kuei      |

## جدول الميداليات
*   البلد المضيف (مضيف)
| المرتبة | فريق           | ذهبية | فضية | برونزية | المجموع |
| ------- | -------------- | ----- | ---- | ------- | ------- |
| 1       | الصين          | 1     | 1    | 0       | 2       |
| 2       | كوريا الجنوبية | 1     | 0    | 1       | 2       |
| 3       | الفلبين        | 0     | 1    | 0       | 1       |
| 4       | تايبيه الصينية | 0     | 0    | 1       | 1       |
| المجموع | المجموع        | 2     | 2    | 2       | 6       |

## القرعة
صنفت الفرق على أساس ترتيبها النهائي في كرة السلة في دورة الألعاب الآسيوية 1986 ‏.
| المجموعة أ - الصين (1) - هونغ كونغ (8) - العراق* - إيران | المجموعة ب - كوريا الجنوبية (2) - الكويت (7)* - السعودية - الهند* - كوريا الشمالية | المجموعة ج - الفلبين (3) - اليابان (6) - سوريا* - باكستان | المجموعة د - الأردن (4)* - ماليزيا (5)* - الإمارات العربية المتحدة - سريلانكا* - تايبيه الصينية |

*انسحب.

## الترتيب النهائي

### رجال
| المرتبة | الفريق                   | ل | ف | خ |
| ------- | ------------------------ | - | - | - |
| الأول   | الصين                    | 7 | 7 | 0 |
| الثاني  | الفلبين                  | 7 | 5 | 2 |
| الثالث  | كوريا الجنوبية           | 7 | 5 | 2 |
| 4       | اليابان                  | 7 | 3 | 4 |
| 5       | تايبيه الصينية           | 5 | 3 | 2 |
| 6       | الإمارات العربية المتحدة | 5 | 1 | 4 |
| 7       | إيران                    | 6 | 3 | 3 |
| 8       | كوريا الشمالية           | 6 | 1 | 5 |
| 9       | السعودية                 | 3 | 1 | 2 |
| 10      | باكستان                  | 4 | 1 | 3 |
| 11      | هونغ كونغ                | 3 | 0 | 3 |

### السيدات
| المرتبة | الفريق         | ل | ف | خ |
| ------- | -------------- | - | - | - |
| الأول   | كوريا الجنوبية | 6 | 5 | 1 |
| الثاني  | الصين          | 6 | 5 | 1 |
| الثالث  | تايبيه الصينية | 6 | 4 | 2 |
| 4       | اليابان        | 6 | 2 | 4 |
| 5       | كوريا الشمالية | 5 | 1 | 4 |
| 6       | تايلاند        | 5 | 0 | 5 |

## وصلات خارجية
- Men's and Women's Results
- Men's Schedule, Results, Standings, Game Information